# Sud-Ouest de Terre-Neuve

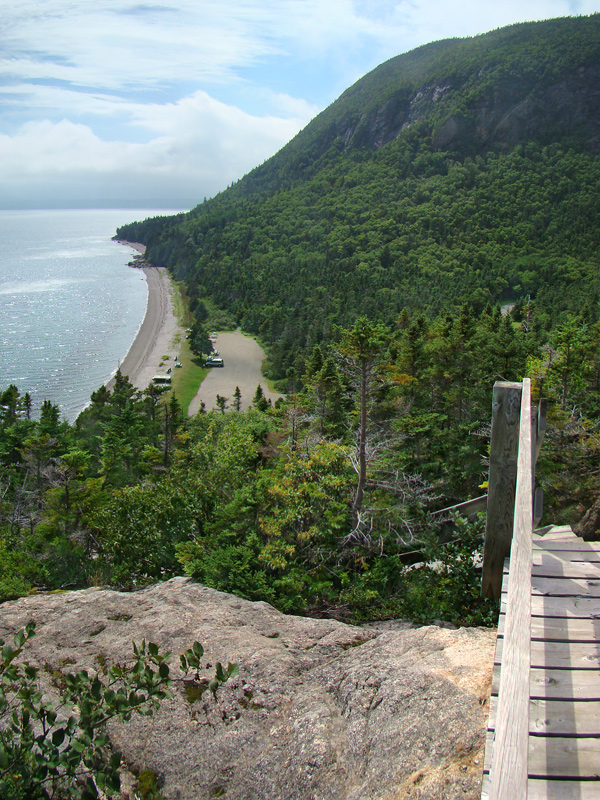
Côte dans le parc provincial de Blow Me Down

Le Sud-Ouest de Terre-Neuve ou les forêts occidentales de Terre-Neuve est une écorégion du Canada située au sud-ouest de Terre-Neuve.  La région comprend le sud des monts Long Range ainsi que le plateau de Buchans.

## Géographie
Les roches de l'écorégion font partie des Appalaches et sont composées de roches du Paléozoïque et du Précambrien. Le relief de la région est escarpé et varie du niveau de la mer à 814 m au sommet de The Cabox (en), le sommet de l'île.

### Climat
Le climat du Sud-Ouest de Terre-Neuve est le plus clément de l'île. L'orientation et la hauteur des monts Long Range protège la région des vents nord-est, ce qui donne la plus longue saison végétative de l'île. Les étés y sont frais et les hivers froid et neigeux.

## Faune et flore
La végétation est dominée par des forêts denses de sapin baumier. Les régions mal-drainées sont quant à elles occupées par l'épinette noire et le mélèze laricin. Les principales espèces animales que l'on retrouve dans la région sont l'orignal, l'ours noir, le caribou, la martre d'Amérique, le renard roux et le lynx du Canada.

## Aires protégées

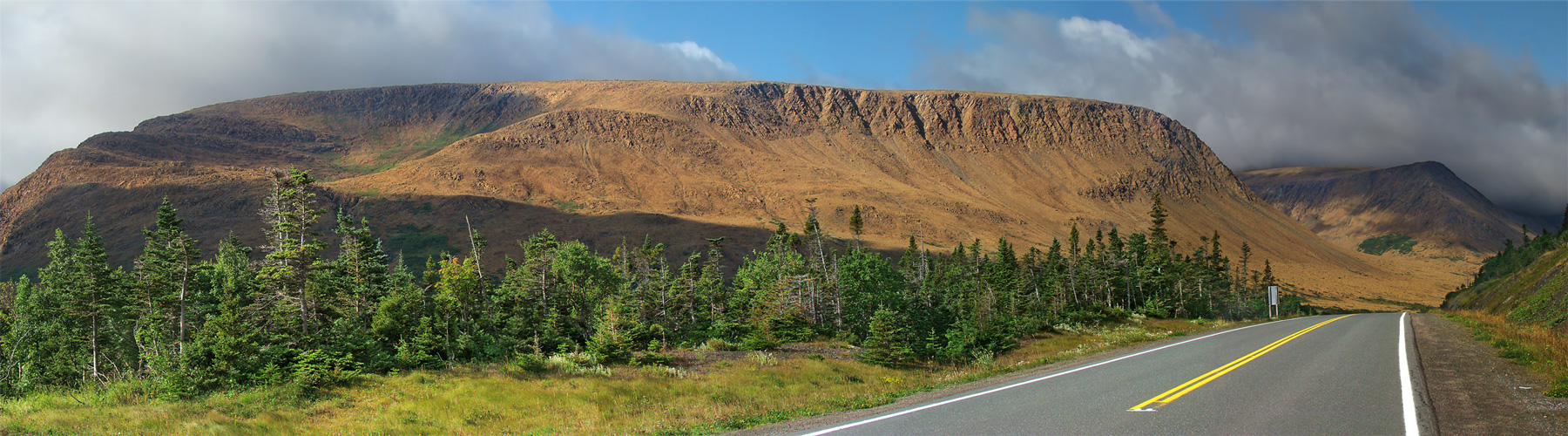
Les Tablelands

La région possède environ 5,6 % d'aire protégée.  Les principales aires protégées sont le sud du parc national du Gros-Morne et la Réserve écologique projetée de Little Grand Lake. Il y a aussi quatre parcs provinciaux, soit ceux de Barachois Pond, de Blow Me Down, de Grand Codroy et de Codroy Valley.